# Karl Hippmann
Karl Hippmann (* 22. Januar 1812 in Baden-Baden; † 1. April 1875 in Staufen im Breisgau) war ein deutscher Verwaltungsbeamter.

## Leben
Geboren als Sohn eines Schustermeisters, besuchte Karl Hippmann das Lyzeum in Rastatt. Von 1831 bis 1835 studierte er Rechtswissenschaften an der Ruprecht-Karls-Universität Heidelberg und der Albert-Ludwigs-Universität Freiburg. 1833 wurde er Mitglied des Corps Suevia Freiburg. 1836 legte er die Staatsprüfung ab und wurde Aktuar beim Bezirksamt Bühl. Von 1838 bis 1844 war er Rechtsanwalt in Bühl. 1844 wechselte er als Amtsassessor in den Verwaltungsdienst beim Oberamt Emmendingen, wo er 1848 zum Amtmann ernannt wurde. 1849 wurde er Amtsvorstand des Bezirksamts Achern. 1855 erfolgte seine Ernennung zum Oberamtmann. 1856 wechselte er als Amtsvorstand zum Landamt Freiburg. 1864 wurde er zum Amtsvorstand des Bezirksamts Staufen ernannt. Das Amt hatte er bis zu seinem Tod 1875 inne.

## Auszeichnungen
- Ritterkreuz des Ordens vom Zähringer Löwen, 1865